# 14927 Satoshi
14927 Satoshi (1994 VW6) là một tiểu hành tinh vành đai chính được phát hiện ngày 1 tháng 11 năm 1994 bởi K. Endate và K. Watanabe ở Kitami.